# Liste der Baudenkmäler im Bonner Ortsteil Holtorf
Die folgende Liste enthält in der Denkmalliste ausgewiesene Baudenkmäler auf dem Gebiet des Bonner Ortsteils Holtorf im Stadtbezirk Beuel.
Hinweis: Die Reihenfolge der Denkmäler in dieser Liste orientiert sich an den Straßennamen und ist alternativ nach Hausnummern, Denkmallistennummer oder Bezeichnung sortierbar.
Basis ist die offizielle Denkmalliste der Stadt Bonn (Stand: 15. Januar 2021), die von der Unteren Denkmalbehörde geführt wird. Grundlage für die Aufnahme in die Denkmalliste ist das Denkmalschutzgesetz Nordrhein-Westfalens.
| Bild           | Bezeichnung                          | Lage                                   | Beschreibung | Bauzeit                         | Eingetragen seit | Denkmal- nummer |
| -------------- | ------------------------------------ | -------------------------------------- | --- | ------------------------------- | ---------------- | --------------- |
| weitere Bilder | 19 Grenzsteine                       | Am Waldrand Karte                      | |                                 |                  | A 960           |
| weitere Bilder | Steinwegekreuz 1818                  | Burghofstraße Karte                    | Das Wegekreuz befindet sich heute an der Burghofstraße 101, direkt an dem Weiher des zugehörigen Guts. Inschrift: Dieses Kreuz ist errichtet zu Ehren dem bittern Leiden und Sterben unseres Herrn Jesu Christi von den Eheleuten Johann Klein u. Elisab. Grames zu Oberholtorf 1818 | 1818                            |                  | A 2355          |
| weitere Bilder | „Gußeisernes Ehrenkreuz Oberholtorf“ | Burghofstraße/Stieldorfer Straße Karte | Die Toten aus Nieder- und Oberholtorf wurden zur Bauzeit des Wegekreuzes noch in Küdinghoven beerdigt, so dass es zur Erinnerung an die Verstorbenen errichtet wurde. Inschrift: Auf dem Oval unter dem Kreuz: ZUR FROMMEN ERINNERUNG DER VERSTORBENEN VON OBERHOLTORF 1891 | 1891                            |                  | A 2106          |
| „Burghof“      | „Burghof“                            | Burghofstraße 101 Karte                | |                                 |                  | A 2572          |
| weitere Bilder | Holzwegekreuz Niederholtorf 1854     | Guardinistraße/Löwenburgstraße Karte   | Vorheriger Standort: vor dem Haus Kapellenstraße 33 (heutige Guardinistraße). Dort als nachträgliches Hochzeitsgeschenk errichtet. Das Kreuz wurde etwa 1966 versetzt und ersetzt ein sehr stark verwittertes Kreuz aus dem Jahre 1910, das nicht mehr in Stand gesetzt werden konnte. Dieses Kreuz wurde von dem Schreinergesellen Johann Friedrichs hergestellt und errichtet. Inschrift: keine                 | 1854                            |                  | A 2328          |
|                |                                      | Guardinistraße 34 Karte                | |                                 |                  | A 157           |
| weitere Bilder | Holzwegekreuz „Missionskreuz“        | Burghofstraße 2 Karte                  | Das alte Missions- und Fußfallkreuz wurde 1763 von der Mutterpfarrei in Küdinghoven über den alten Kirchweg nach Holtorf gebracht und am Backes (Backhaus) des Brandenhofes an der Ecke Löwenburgstraße und Mohnweg aufgestellt. 2006 wurde es an der alten Stelle demontiert und im Juni 2007 an der Burghofstraße 2, der katholischen Kirche St. Antonius Holtorf, aufgestellt. Inschrift: MISSION - CHRVZ 1763 | 1763                            |                  | A 2339          |
| weitere Bilder | Steinwegekreuz                       | Löwenburgstraße/Ungartenstraße Karte   | Inschrift: (AVF) GERICHT ZV EHREN DES BITTERN LEIDEN IESV VON WITTWE IOHAN THVRN | 18./19. Jahrhundert (nach 1787) |                  | A 2340          |
|                |                                      | Löwenburgstraße 81 Karte               | |                                 |                  | A 878           |
|                |                                      | Löwenburgstraße 87 Karte               | |                                 |                  | A 855           |
| „Heuser-Hof“   | „Heuser-Hof“                         | Stieldorfer Straße 31 Karte            | |                                 |                  | A 21            |
| weitere Bilder | Steinwegekreuz Oberholtorf           | Stieldorfer Straße (geg. 31) Karte     | Die Stifterin, Frau Elisabetha Grames, ist die gleiche, die das Kreuz am Oberholtorfer Weiher stiftete. Zu dem Zeitpunkt war sie noch mit dem Gutsbesitzer Johann Klein verheiratet, der im Jahre 1818 verstarb. Inschrift: Errichtet zu Ehren des bittern Leidens u. Sterbens unseres Herrn Jesu Christi von der Elisabetha Grames Witw. Klein, Witw Marx zu Oberholtorf im Juny 1851                            | 1851                            |                  | A 2356          |